# I liga 1970-1971
L'edizione 1970-71 della I liga vide la vittoria finale del Górnik Zabrze.
Capocannoniere del torneo fu Andrzej Jarosik (Zagłębie Sosnowiec), con 13 reti.

## Classifica finale
|     | Classifica         | G  | V  | N  | P  | GF | GS | Pt |
| --- | ------------------ | -- | -- | -- | -- | -- | -- | -- |
| 1.  | Górnik Zabrze      | 26 | 17 | 5  | 4  | 43 | 21 | 39 |
| 2.  | Legia Varsavia     | 26 | 14 | 6  | 6  | 39 | 20 | 34 |
| 3.  | Zagłębie Wałbrzych | 26 | 10 | 7  | 9  | 24 | 24 | 27 |
| 4.  | Pogoń Szczecin     | 26 | 9  | 9  | 8  | 23 | 32 | 27 |
| 5.  | Ruch Chorzów       | 26 | 8  | 9  | 9  | 43 | 32 | 25 |
| 6.  | Szombierki Bytom   | 26 | 9  | 7  | 10 | 30 | 32 | 25 |
| 7.  | Zagłębie Sosnowiec | 26 | 8  | 9  | 9  | 32 | 37 | 25 |
| 8.  | Wisła Cracovia     | 26 | 8  | 9  | 9  | 26 | 36 | 25 |
| 9.  | Stal Rzeszów       | 26 | 6  | 12 | 8  | 34 | 26 | 24 |
| 10. | Stal Mielec        | 26 | 8  | 8  | 10 | 27 | 33 | 24 |
| 11. | Gwardia Warszawa   | 26 | 8  | 7  | 11 | 24 | 28 | 23 |
| 12. | Polonia Bytom      | 26 | 5  | 13 | 8  | 15 | 22 | 23 |
| 13. | ROW Rybnik         | 26 | 7  | 8  | 11 | 15 | 22 | 22 |
| 14. | GKS Katowice       | 26 | 4  | 13 | 9  | 20 | 30 | 21 |

### Verdetti
- Górnik Zabrze Campione di Polonia 1970-71.
- Górnik Zabrze ammesso alla Coppa dei Campioni 1971-1972.
- Legia Varsavia e Zagłębie Wałbrzych ammesse alla Coppa UEFA 1971-1972.
- ROW Rybnik e GKS Katowice retrocesse in II liga polska.